# XV. Reserve-Korps (Deutsches Kaiserreich)
Das XV. Reserve-Korps des Deutschen Heeres wurde während des Ersten Weltkriegs am 1. Dezember 1914 aus dem Korps Eberhardt gebildet und trug seit 1. September 1916 offiziell die Bezeichnung XV. Bayerisches Reserve-Korps.

## Gliederung
Dem Korps waren unterstellt:
- 30. Reserve-Division
- 39. Reserve-Division

## Einsatzorte
Das Korps wurde an der Westfront überwiegend im Elsass bei der Armeeabteilung Falkenhausen eingesetzt. 1917 wurde der Verband zeitweise als Gruppe Mörchingen, später als Gruppe Weiler der Heeresgruppe Herzog Albrecht geführt.

## Kommandierender General
| Dienstgrad             | Name                       | Datum                                 |
| ---------------------- | -------------------------- | ------------------------------------- |
| General der Infanterie | Magnus von Eberhardt       | 1. Dezember 1914 bis 16. Oktober 1916 |
| General der Artillerie | Maximilian Ritter von Höhn | 16. Oktober 1916 bis 8. August 1918   |
| Generalleutnant        | Paul Ritter von Kneußl     | 8. August bis 8. November 1918        |